# Opatovce
Opatovce (hongrois : Vágapáti) est un village de Slovaquie situé dans la région de Trenčín.

## Histoire
La première mention écrite du village date de 1113.

## Démographie

### Évolution de la population
| Année:               | 1994. | 2004.   | 2014.   | 2024.   |
| -------------------- | ----- | ------- | ------- | ------- |
| Nombre de personnes: | 407   | 395     | 401     | 433     |
| Différence:          |       | -2,94 % | +1,51 % | +7,98 % |

| Année:               | 2023. | 2024.   |
| -------------------- | ----- | ------- |
| Nombre de personnes: | 432   | 433     |
| Différence:          |       | +0,23 % |